# Tự thừa
Tự thừa (寺丞, Assistant Minister) là chức thuộc quan trong một cơ quan Lục tự.

Thời Nguyễn, chức Tự thừa không dùng trong Lục tự. Thời này, chức Tự thừa (Monastery Supervisor) là chức quan giữ việc trông coi đền miếu như Tự thừa Văn miếu, trật Tòng bát phẩm 